# Pirata haploapophysis
Pirata haploapophysis este o specie de păianjeni din genul Pirata, familia Lycosidae, descrisă de Chai, 1987. Conform Catalogue of Life specia Pirata haploapophysis nu are subspecii cunoscute.